# Nicolaus Sombart
Nicolaus Sombart (* 10. Mai 1923 in Berlin; † 4. Juli 2008 bei Schiltigheim) war ein deutscher Kultursoziologe und Schriftsteller.

## Leben
Nicolaus Sombart, der in Berlin-Grunewald geboren wurde, war der Sohn des Soziologen und Volkswirts Werner Sombart und dessen zweiter Ehefrau Corina Leon (1892–1970). Die Malerin Ninetta Sombart (1925–2019) war seine jüngere Schwester.
Sombarts Vater war Sohn eines Industriellen und nationalliberalen Politikers und gehörte zu den bedeutendsten Wissenschaftlern seines Faches. Seine Mutter war die Tochter eines Professors aus einer rumänischen Bojarenfamilie und dreißig Jahre jünger als ihr Ehemann. Sie betrieb einen literarischen Salon, in dem sich sonntagnachmittags Künstler, Wissenschaftler und Diplomaten der Weimarer Republik zum Gedankenaustausch trafen. Später resümierte Sombart: „Was ich bin und weiß, verdanke ich der Bibliothek meines Vaters und dem Salon meiner Mutter.“ Während seiner Schulzeit in den 1930er Jahren war Carl Schmitt, der gesellschaftlich im Elternhaus im Berliner Grunewald verkehrte, sein Mentor. Zu den Freunden des Hauses Sombart zählte auch der junge Dirigent Sergiu Celibidache. In seinen Memoiren Jugend in Berlin, 1933–1943 beschreibt Sombart sein Heranwachsen in einem prominenten bildungsbürgerlichen Elternhaus mit sechs Hausangestellten in der Zeit des Nationalsozialismus.
1933 trat Sombart der Bündischen Jugend, die in der Tradition des Wandervogels stand, bei, anstatt sich der Hitler-Jugend anzuschließen. Anfang der 1940er Jahre führte sich der bekannte Jugendbündler Alfred (Fred) Schmid bei Sombarts ein, vorgeblich am wissenschaftlichen Werk des Vaters interessiert, nach Sombarts Vermutung aber eher an ihm selbst – dem jungen, gutaussehenden Sohn. Sombart erlag vorübergehend Schmids intellektuellem Bann, nach eigener Aussage aber nicht seinen Verführungskünsten. In seinem Buch Jugend in Berlin. 1933–1943 äußerte Sombart später heftige Kritik an der ideologischen Ausrichtung der Bündischen Jugendbewegung. Die bourgeoise Lebenskultur im Umfeld des „Hauses Sombart“ war auch nach der „Machtergreifung“ der Nationalsozialisten noch signifikant jüdisch geprägt, man verweigerte sich vorerst der Anpassung an den Nationalsozialismus. 
Allerdings war der Vater Werner Sombart Mitglied der 1933 gegründeten nationalsozialistischen Akademie für Deutsches Recht. und gehörte am 19. August 1934 zu den Unterzeichnern des Aufrufs Deutsche Wissenschaftler hinter Adolf Hitler zur Volksabstimmung über das Staatsoberhaupt des Deutschen Reichs, der im Völkischen Beobachter erschien.
Im Zweiten Weltkrieg war Nicolaus Sombart von 1942 bis 1945 Soldat der Wehrmacht. Er gehörte zum Wachdienst des Notflugplatzes von Vitry-en-Artois und war später bei einer Einheit der Eisenbahnflak in der Sowjetunion stationiert. Bei Kriegsende geriet er in britische Kriegsgefangenschaft und wurde noch 1945 aus dieser entlassen. Später hielt er fest:

„Hitler hat nicht nur Deutschland zerstört, sondern auch meine rumänische Heimat, nicht nur unser Haus im Grunewald, sondern auch das schöne, weiße Haus am See bei Bukarest.“

Nach seiner Freilassung studierte er Philosophie, Staatswissenschaften und Kultursoziologie in Heidelberg, Neapel und Paris. 1950 schloss er das Studium ab und wurde bei Alfred Weber mit einer Dissertation über Die geistesgeschichtliche Bedeutung des Grafen Henri de Saint-Simon promoviert.
1947 veröffentlichte Sombart gemeinsam mit Alfred Andersch und Hans Werner Richter die Zeitschrift Der Ruf und war einer der Mitbegründer der Gruppe 47. Aus demselben Jahr datiert die surreal-phantastische Kriegserzählung Capriccio Nr. 1. Diese vom allgemeinen Trend der deutschsprachigen Nachkriegsliteratur abweichende Schilderung innerer Realitäten, philosophischer Gedanken und Wahngebilde eines deutschen Wachsoldaten war inspiriert von eigenen subjektiven Wahrnehmungen und Gedankengängen der Dienstzeit am öden Notflughafen von Vitry-en-Artois. Von 1952 bis 1954 lebte er in Paris, wo er an seiner später nicht abgeschlossenen Habilitation arbeitete. 1954 wurde er Beamter beim Europarat in Straßburg. Lehraufträge führten ihn an die Universität Ulm, die Albert-Ludwigs-Universität Freiburg und die Bergische Universität Wuppertal. Sombart veröffentlichte Artikel, Reisebücher und Gedichte. Im Jahr 1977 wurde er Mitglied des PEN-Clubs. 1984 ging er nach dreißig Jahren als Leiter der Kulturabteilung des Europarats in Pension. Er sah diese Tätigkeit nur als einen notwendigen Brotberuf an, da seine Familie „völlig verarmt“ war.
Im Jahr 1982 war Sombart Fellow am Wissenschaftskolleg Berlin. Diesem Aufenthalt verdankt sich sein Journal intime 1982/83, eine „aberwitzige, sexuell-intellektuelle Burleske und zugleich ein Sittengemälde des alten West-Berlins“. Von 1983 bis 1987 war er Lehrbeauftragter an der Freien Universität Berlin, wo er über die Geschichte des wilhelminischen Deutschlands und die damalige Gesellschaft vortrug.
Seither lebte er als freier Schriftsteller mit dandyhaftem Lebensstil in Berlin-Wilmersdorf, wo er von Anfang 1985 bis Mitte 2007 jeden Sonntagnachmittag einen jour fixe veranstaltete; zum harten Kern der Habitués gehörten Claudia Schmölders, Peggy Cosmann, Johannes Rüber, Marie-Luise Schwarz-Schilling, Erika von Hornstein, Heinrich Graf von Einsiedel, Lord Weidenfeld, Stephan Reimertz, Heinz Berggruen, Otto Reitsperger, Eva-Maria Ziege, Caroline Fischer, Eike Gebhard, Hans-Peter Krüger, Marie-Louise von Plessen, Carmen-Francesca Banciu, Mathias Nolte, Günter Faltin, Cornelia Koppetsch und andere.

„Ich war von ungefähr 1997 bis 2007 dabei […]. Es ging immer so gegen vier, fünf Uhr los und ging dann bis acht, neun am Abend. Normalerweise kamen 15 bis 20 Leute, die Hälfte davon Frauen, in die große Wohnung mit den zwei Säulen in der Mitte des Raumes.“

In seinen teils autobiografisch gefassten Werken beschreibt Sombart Personen, die Einfluss auf sein Leben hatten, so unter anderen Carl Schmitt, Alfred Weber und Karl Jaspers. Zu seinem Freundeskreis gehörten unter anderem der Germanist Peter Wapnewski, der Verleger Hubert Burda und in kollegialer Hinsicht der Historiker John C. G. Röhl, obgleich Sombart in seinem Buch über Wilhelm II. den Kaiser weitaus weniger kritisch sah als Röhl in seiner Standardbiographie. 1995 kam es zur Wiederveröffentlichung einer überarbeiteten Fassung von Capriccio Nr. 1. 
2003 wurde Sombart zum Commandeur de la Légion d’honneur (C. LH) ernannt.
Nicolaus Sombart wurde auf dem Berliner Waldfriedhof Dahlem in der Grablege seiner Eltern bestattet.

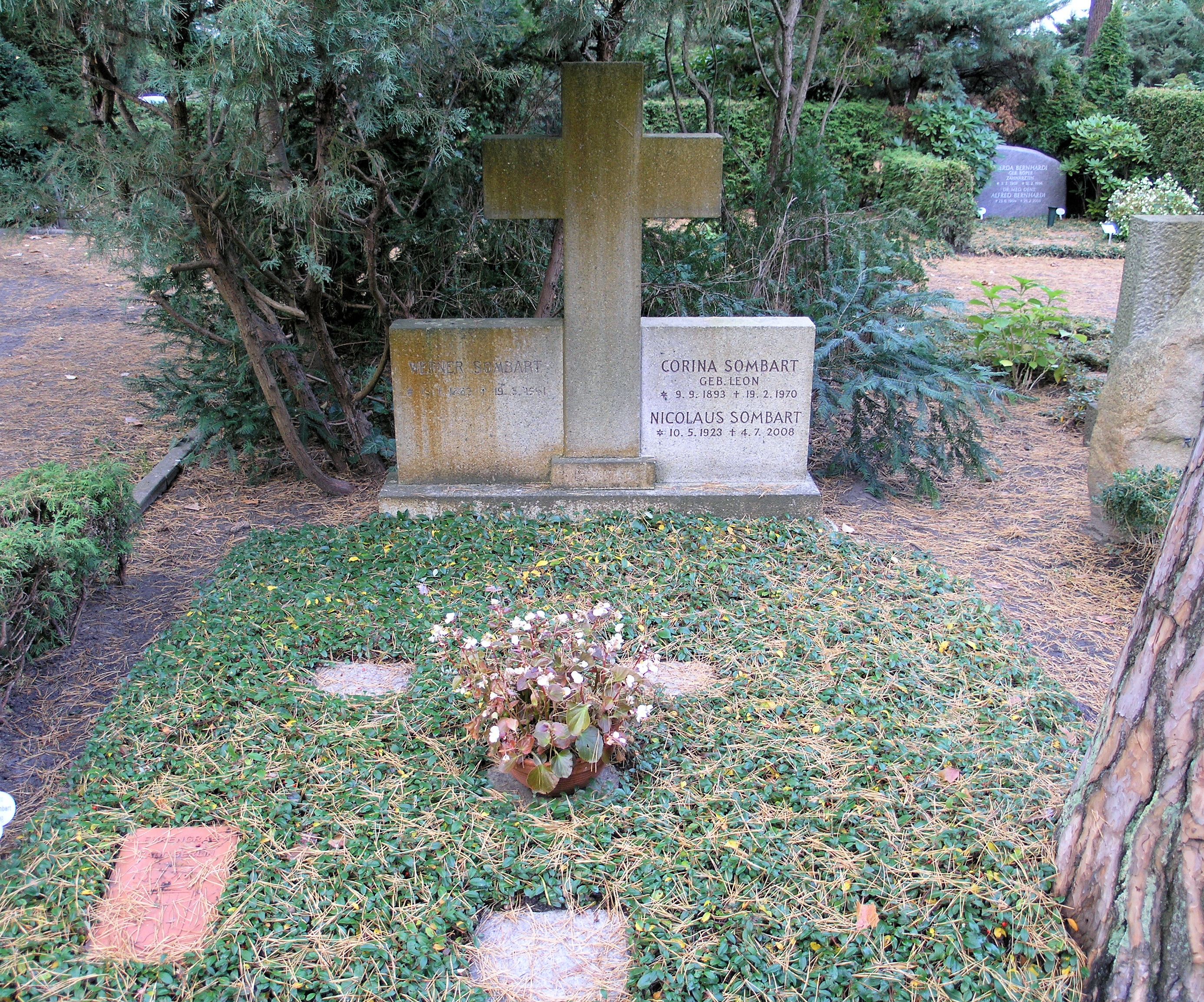
Ehrengrab, Hüttenweg 47, in Berlin-Dahlem

## Familie
Nicolaus Sombart war verheiratet mit der französischen Pianistin Tamara Khoundadzé († 2023), deren Vater vor dem russischen Bürgerkrieg aus Georgien nach Paris geflohen war.

## Werke
- Capriccio Nr. 1. Des Wachsoldaten Irrungen und Untergang. Siegel-Verlag, Frankfurt 1947; [stark überarbeitete neue Fassung:] Elster-Verlag, Baden-Baden / Zürich 1995, ISBN 3-89151-221-X. Neuausgabe der ursprünglichen Fassung von 1947 mit einem Nachwort von Thomas Sparr und Hinweisen zur veränderten Fassung von 1995: Elfenbein Verlag, Berlin 2023, ISBN 978-3-96160-084-7.
- Die geistesgeschichtliche Bedeutung des Grafen Henri de Saint-Simon. Ein Beitrag zu einer Monographie des Krisenbegriffs. Dissertation an der Universität Heidelberg, 1950.
- Krise und Planung. Studien zur Entwicklungsgeschichte des menschlichen Selbstverständnisses in der globalen Ära. Europa Verlag, Wien/Frankfurt/Zürich 1965.
- Jugend in Berlin. 1933–1943. Ein Bericht. Hanser, München/Wien 1984, ISBN 3-446-13990-7. Neuausgabe mit einem Geleitwort der Herausgeberin Carolin Fischer und einem Nachwort von Tilman Krause: Elfenbein Verlag, Berlin 2022, ISBN 978-3-96160-080-9.
- Nachdenken über Deutschland. Vom Historismus zur Psychoanalyse. Piper, München/Zürich 1987, ISBN 3-492-10596-3.
- Die deutschen Männer und ihre Feinde. Carl Schmitt, ein deutsches Schicksal zwischen Männerbund und Matriarchatsmythos. Hanser, München 1991, ISBN 3-446-15881-2 Fischer TB, Frankfurt a. M. 1997, ISBN 3-596-11341-5; frz. Fassung: Les mâles vertus des Allemands. Autour du syndrome de C. S. Übers. Jean-Luc Evard. Cerf, Paris 1999, ISBN 2-204-05963-3.
- Pariser Lehrjahre. 1951–1954, leçons de sociologie. Hoffmann & Campe, Hamburg 1994, ISBN 3-455-08539-3. Neuausgabe mit einem Nachwort von Reinhard Blomert: Elfenbein Verlag, Berlin 2023, ISBN 978-3-96160-082-3.
- Wilhelm II. Sündenbock und Herr der Mitte. Volk und Welt, Berlin 1996, ISBN 3-353-01066-1.
- Rendezvous mit dem Weltgeist. Heidelberger Reminiszenzen. 1945–1951. S. Fischer, Frankfurt 2000, ISBN 3-10-074422-5. Neuausgabe mit einem Nachwort von Claudia Schmölders: Elfenbein Verlag, Berlin 2023, ISBN 978-3-96160-081-6.
  - Michael Buselmeier: Das Weltkind in der Provinz. In: Die Zeit, Nr. 47/2000; Rezension.
  - Reinhard Blomert: Imbiss für Geschichtsphilosophen. In: Die Welt, 18. November 2000; Rezension.
- Journal intime 1982/83. Rückkehr nach Berlin. Elfenbein, Berlin 2003, ISBN 3-932245-60-1.
  - Alexis Eideneier: Solide Schandmaulkompetenz. literaturkritik.de, Nr. 11, November 2003.
  - Katharina Rahlf: Denkerfrust, Denkerlust. In: Indes – Zeitschrift für Politik und Gesellschaft, 2011; Rezension, ISSN 2191-995X.
- Rumänische Reise. Ins Land meiner Mutter. Transit, Berlin 2006, ISBN 3-88747-209-8.
  - Alexander Cammann: Lustgewinn und Jahrgangszauber. Rezension. In: die tageszeitung, 6. Februar 2007.